# Aílton (Fußballspieler, 1977)
José Aílton da Silva (* 8. September 1977 in Cajueiro), besser bekannt als Aílton, ist ein ehemaliger brasilianisch-mexikanischer Fußballspieler. Der linksfüßige offensive Mittelfeldspieler ist 1,70 Meter groß.

## Karriere
1997 spielte er erstmals für Sociedade Esportiva Palmeiras. 1998 wechselte er zum Paulista FC und 1999 zum venezolanischen Deportivo Italia. Mit dem Verein wurde er venezolanischer Meister, schloss sich aber noch im selben Jahr dem mexikanischen Verein Atlas Guadalajara an. 2001 wurde er zum ersten Mal an den mexikanischen Zweitligisten Club León verliehen. Nach Ablauf der Leihfrist wechselte er zum AS Bari nach Italien. Nach nur einem Jahr wechselte er aber wieder zurück nach Mexiko zu den UNAM Pumas. Hier spielte er vier Jahre lang, wurde 2004 mit dem Verein mexikanischer Meister und gewann im selben Jahr die Trofeo Santiago Bernabéu. 2006 verließ Aílton den Verein und schloss sich dem Club San Luis an. Hier absolvierte er in einer Saison noch 16 Spiele mit zwei Torerfolgen, ehe er den Verein 2007 verließ. Seitdem kam er über kurzzeitige Beschäftigungen über jeweils ein Jahr nicht mehr hinaus.
Nach dem Ablauf seiner letzten Leihe wurde Aílton im Januar 2010 vereinslos. Im Januar 2011 wurde er vom unterklassigen brasilianischen Verein Clube Atlético Joseense verpflichtet. Dort beendete er seine Karriere.

### Erfolge
- Venezolanischer Meister: 1999 mit Deportivo Italia
- Mexikanischer Meister: 2004 mit UNAM Pumas
- Trofeo Santiago Bernabéu: 2004 mit UNAM Pumas